# 方济各会广场

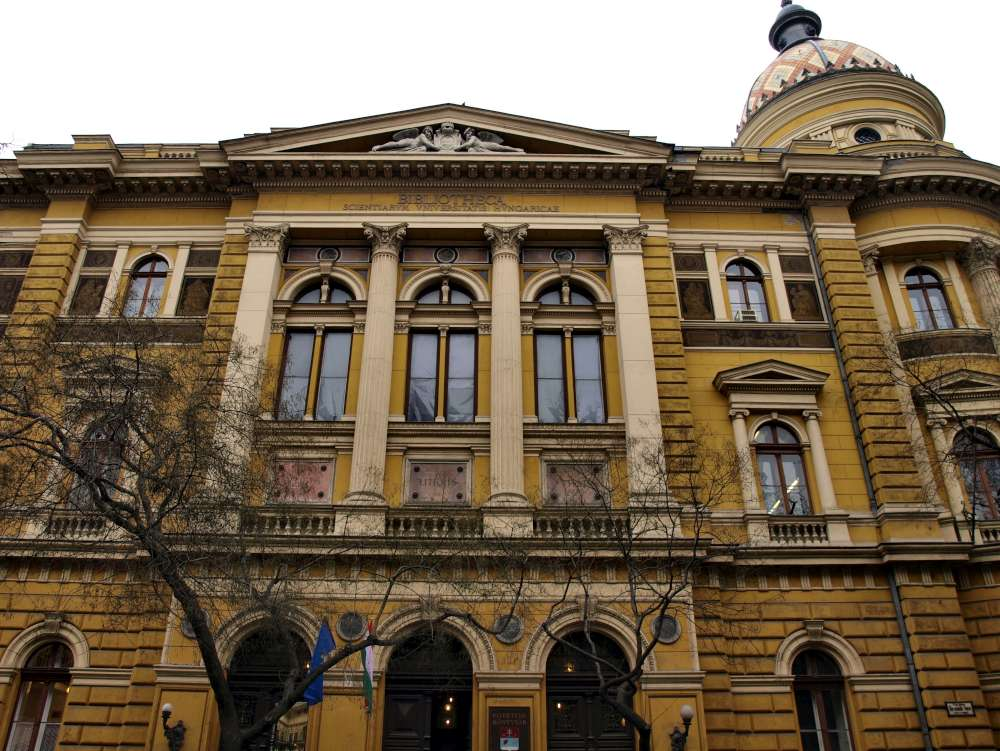
大学图书馆

方济各会广场（Ferenciek tere），得名于方济各会，是匈牙利首都布达佩斯市中心（第五区）的一个广场和交通枢纽。
有十余条巴士路线经过方济各会广场。1976年开通的地铁三号线也在此设站。
方济各会广场西侧靠近时髦的购物街瓦茨街，再向西不远便是多瑙河河上的伊丽莎白桥。广场上有一个国际知名的美食餐馆，和一个罗马天主教宗教作品出版社书店。

## 景点
- 佩斯内城，方济各教堂
- IBUSZ 宫
- 克洛蒂尔德宫
- 皇家大厦
- 大学图书馆